# T Ophiuchi
T Ophiuchi är en pulserande variabel av Mira Ceti-typ (M) i stjärnbilden Ormbäraren. 
Stäjärnan varierar mellan visuell magnitud +8,8 och mindre än 15,1 med en period av 366,82 dygn.